# FEZ (インディーゲーム)
『FEZ』はカナダのPolytron Corporationが開発したアクションパズルゲーム。2012年4月にXbox 360用にリリースされ、その後Windows、OS X、Linux、PlayStation 4、PlayStation 3、PlayStation Vita、Nintendo Switch版がリリースされた。
2015年12月には、ゲームデータとサウンドトラックデータを収録したWindows用パッケージ版が500セット限定でリリースされた。

## 概要
クラシカルなドット絵で構成された2Dのアクションゲームに3Dの概念を組み合わせた仕掛けを特色としている。2Dの世界の視点をプレイヤーが三次元的に回転させ切り替えることで、隠れた道や扉を発見することができる。
フィールドに散らばったキューブの欠片を集めることがゲームの目的であり、それらを入手すると対応した特定の扉を開く事が可能となり物語が進行する。
本作の製作を手掛けたPolytron CorporationはゲームデザイナーPhil FishとプログラマーRenaud Bedardにより設立されたインディー開発チームである。さらにFEZ開発チームには作曲家のRich Vreeland、サウンドデザイナーのBrandon McCartinが迎えられ、2012年には後述するインディーゲームにおける作品賞を受賞するに至った。インディーゲーム製作者たちの奮闘を取材した2012年公開のドキュメンタリー映画『Indie Game: The Movie』では、本作の製作4年目のPolytron Corporationの姿が採りあげられている。

## ストーリー
二次元世界の住人であるゴメズはある日、光り輝く大きな金色のキューブに出会う。キューブを見て三次元世界の存在を知ったゴメズは世界に干渉する能力を得るが、同時にその金色のキューブは砕け、欠片が世界中に散ってしまう。キューブが砕けたことによって崩壊が始まった世界を救うため、ゴメズはキューブの欠片を集めていく。

## 評価
2012年のインディペンデント・ゲーム・フェスティバルで本作はSeumas McNally Grand Prize（大賞）を受賞。
ゲームメディアでは、Eurogamerが10/10、Joytiqが5.0/5.0、IGNが9.5/10、Game Informerが9.25/10という満点あるいは満点に近い評価を行った。また、Eurogamerは本作を2012年のGame of the Yearに選出した。
2013年4月、Phil Fishは本作のXbox 360版の販売数が20万本に達したことを発表した。
2013年12月、Polytron Corporationは本作の販売数が100万本を突破したことを発表した。

## 続編
2013年6月13日、Polytron CorporationはE3で『FEZ 2』の製作を発表した。しかしゲームジャーナリストのMarcus BeerがGame TrailersのWebトークショー「Invisible Walls」においてPhil Fishを非難したのが発端となり、2013年7月27日、『FEZ 2』の製作中止が発表されるとともに、Phil Fishはコンピュータゲーム業界からの引退を表明した。
2014年8月にPhil FishはTwitterでコンピュータゲーム業界への復帰と『FEZ 2』の開発再開を示唆したものの撤回した。原因は、インディーゲーム『Depression Quest』の女性開発者Zoe Quinnがゲームメディア関係者に枕営業を行ったと虚偽の告発をされた事件について、TwitterでFishが彼女を擁護しゲーマーコミュニティによる彼女への個人攻撃を非難したところ舌戦に発展したことにある（ゲーマーゲート集団嫌がらせ事件）。ゲーマーコミュニティから報復として「PolytronとPhil Fishの公開処刑」と名付けられたクラックを受け、Fishの個人情報とPolytronの会計情報の曝露、ウェブサイト・Twitterアカウントの乗っ取りなどの被害に遭ったFishはゲーマーコミュニティを「テロリスト」と呼び非難するとともに、コンピュータゲーム開発を無価値と断じた。そしてFishはPolytronとFEZのIP（知的財産）を売却すると述べたのち、Twitterアカウントを削除した。